# Satyrus briseis
Satyrus briseis is een vlinder uit de onderfamilie Satyrinae van de familie Nymphalidae. De wetenschappelijke naam is gepubliceerd in 1764 door Carl Linnaeus.